# Sportian
Sportian  es el proveedor de soluciones de transformación digital para el sector del deporte y el entretenimiento a nivel global. Fue creada en 2021 con la inicial denominación LaLiga Tech y desde 2023 como Sportian.  Sus impulsores son Globant y LALIGA.

## Desarrollo
La alianza entre LALIGA y Globant en 2022 representó un paso adelante en el objetivo de convertir Sportian en un actor global en la industria del deporte y el entretenimiento. Con la experiencia de Globant en las últimas tecnologías y tendencias, la empresa conjunta tiene el potencial de revolucionar las experiencias deportivas y de entretenimiento en todo el mundo.
A partir de los datos de la inteligencia artificial y mediante la digitalización de procesos, se ha desarrollado un ecosistema digital que funciona de modo integrado, modular y escalable. Las diferentes herramientas tecnológicas creadas han sido aplicadas en los estadios, por los clubes y aficionados y por los diversos canales emisores, y son aplicables a cualquier competición deportiva, además del fútbol. Estas soluciones facilitan y aceleran la relación digital con el fan, la gestión de las competiciones y la mejora de los contenidos, al establecerse múltiples canales de interacción entre los distintos participantes de los juegos.
Cuenta en su portafolio de productos con las capacidades de crear assets digitales como plataformas OTT, Web y App (Maker), smart venues, juegos fantasy, y su oferta de servicios combinan la IA, datos, diseño de experiencias y estrategia comercial para la interacción global con fans, monetización de activos digitales, gestión de la competición, captura de datos en tiempo real,  innovación de contenidos y lucha contra la piratería. 
Dorna Sports, Jupiler Pro League, Sky México, la Real Asociación Belga de Fútbol utilizan alguna de las herramientas y soluciones de Sportian. También se ha llegado a diversos acuerdos con World Padel Tour y Millicom.

## Gama de herramientas tecnológicas

### Gestión e interacción con los aficionados
- OTT (plataforma de TV por internet): aplicación multidispositivo  que acerca contenidos audiovisuales de diferente formato.

- Apps – Web - de competición y gamificación “Fantasy” para seguir la competición y jugar en ella / con ella.[7]
- Smart Venues - Software para la gestión de aforos.
- Activación del fan mediante itinerarios a medida para integrar toda la experiencia digital del fan.

### Mejora de los contenidos
- Performance: herramienta de análisis y visualización de los partidos (con imágenes proporcionadas por cámaras perimetrales que siguen a cada jugador) , provee de estadísticas avanzadas para el rendimiento deportivo tanto técnico como táctico, permitiendo mejorar el contenido en dos vías:
  - Para emisores y fans, aportando análisis y datos en las distintas fases del partido (antes, durante y después).
  - Para clubes – entrenadores, lo que permite tomar decisiones técnicas y tácticas con una capa de análisis.
- Content Protection - Protección de contenidos para evitar la piratería y una merma en la calidad audiovisual así como protección de las marcas ante potenciales falsificaciones.
- Integridad de contenidos mediante el control, seguimiento, y análisis de las apuestas que permite anticipar y analizar cualquier potencial adulteración de la competición

### Gestión de la competición:
Soluciones para optimizar la gestión de la competición y permitir el retorno, como por ejemplo:
- Manager, gestión de altas/bajas/cesiones de jugadores
- Kit selector, digitaliza el proceso de selección de equipaciones en la competición.
- Calendar selector, permite optimizar la selección de horarios teniendo en cuenta factores diversos como asistencia a estadios, audiencias, climatología, etc.